# トリ硫酸
トリ硫酸（トリりゅうさん）は、硫酸の三量体である。三硫酸とも呼ばれる。化学式は、H2S3O10 (実際には、H2SO4･2SO3)である。トリ硫酸は、比較的強酸の性質を示す。発煙硫酸中に存在する。遊離酸は不安定であるため、単離できない。

## 用途
スルホン化剤に使われる。この性質は二硫酸に似ている。

## 合成方法
二硫酸よりも過剰量の三酸化硫黄を硫酸に入れると、発煙硫酸中に、トリ硫酸が存在する（三酸化硫黄を、さらに過剰量入れるとテトラ硫酸 H2S4O13 が得られる）。